# Pivoň
Pivoň (deutsch Stockau) ist ein westböhmisches Dorf und Ortsteil der Gemeinde Mnichov im Okres Domažlice in Tschechien.

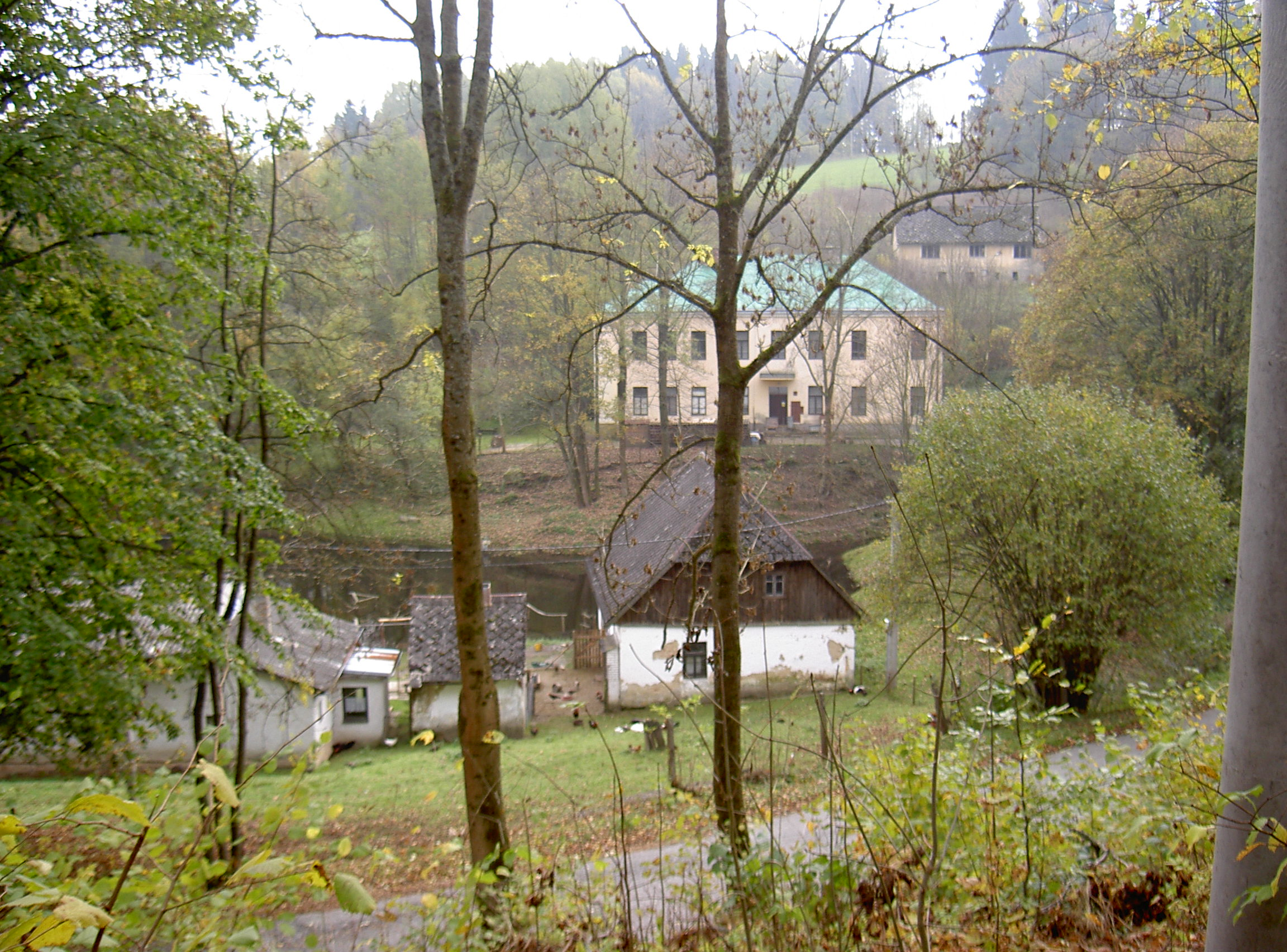
Pivoň

## Geografie
Pivoň liegt in einem Talkessel, der im Südosten von einem 633 Meter hohen Kamm, im Südwesten vom 877 Meter hohen Starý Herštejn und im Nordwesten vom 869 Meter hohen Lysáberg gebildet wird.
Die Pivoňka entspringt etwa 3 Kilometer weiter südwestlich an den Hängen des Starý Herštejn, fließt dann durch Pivoň, Mnichov, Poběžovice, Zámělíč und mündet westlich von Meclov in den Černý potok, der bei Horšovský Týn in die Radbuza mündet.
Der Talkessel öffnet sich nach Osten in Richtung Mnichov und Poběžovice.
Die von Poběžovice über Mnichov her kommende Straße führt in engen, steilen Kehren zum Vranovské Sedlo (deutsch: Frohnauer Pass) hinauf und hinter dem Pass steil in das Tal von Nemanice nach Höll in Bayern hinunter.
Diese Straße ist nur vom späten Frühling bis Herbst befahrbar. Sobald die ersten Fröste einsetzten, bildet sich durch das überall von den Hängen der umliegenden Berge herabfließende Wasser eine dicke, spiegelglatte Eisfläche, die bis spät in den Frühling hinein nicht auftaut und das Fahren auf der Straße unmöglich und lebensgefährlich macht.

## Geschichte
Zahlreiche Funde von Stein-, Kupfer- und Bronzewerkzeugen sowie keltischen Silbermünzen – sogenannten Regenbogenschüsselchen – zeugen von einer sehr frühen Besiedelung dieses Ortes.
Einige Quellen besagen, dass Pivoň im Jahr 932 von bayerischen Eremiten gegründet wurde. Im Fußboden der Kirche von Valtířov (deutsch: Waltersgrün) wurde eine Metalltafel gefunden, auf der König Heinrich III. mit der Jahreszahl 1041 als Gründer von Pivoň verzeichnet ist. 1260 wurde Pivoň erstmals schriftlich erwähnt.
1789 hatte das Dorf Pivoň 24 Hausnummern und 1839 bereits 43 Häuser mit 391 Einwohnern, die Kirche Maria Verkündigung, eine Schule, ein Wirtschaftsamt, einen Meierhof, eine Försterwohnung, ein Bräuhaus, ein Branntweinhaus, eine Pottaschenseiderei, eine Mühle mit Brettsäge und ein Wirtshaus. Pivoň wurde eine beliebte Sommerfrische. Neben den Haupteinnahmen aus dem Tourismus züchtete man in 6 Teichen Forellen, die auch an die anderen Badeorte geliefert wurden.
Kaiser Joseph II. hob 1785 das Kloster Pivoň auf. Es wurde an den Landesadvokaten Dr. Stöhr verkauft, dessen Söhne es an den Grafen Thun weiter verkauften. Dieser schlug es zur Herrschaft Ronsperg, die ab 1864 der adligen Familie Coudenhove-Kalergi gehörte. Die Coudenhove-Kalergi nutzten die Klostergebäude als Schloss. Die Klosterkirche wurde Dorfkirche von Pivoň.
Nach dem Münchner Abkommen wurde Stockau dem Deutschen Reich zugeschlagen und gehörte bis 1945 zum Landkreis Bischofteinitz.
1945/46 wurden die deutschen Bewohner vertrieben.
Nach einem Brand 1953 blieb die Kirche als Ruine zurück.
Heute (2013) werden Anstrengungen unternommen, die Kirche und das ehemalige Kloster wieder aufzubauen.

## Kultur und Sehenswürdigkeiten
Am Nordwestrand der Ortschaft Pivoň liegen die umfangreichen Gebäude des Klosters Pivoň, die restauriert werden.

## Persönlichkeiten
- Ferdinand Woldrzich von Ehrenfreund (1737–1800), Jurist, Hochschullehrer und Rektor der Universität Prag